# Liste der Monuments historiques in Revin
Die Liste der Monuments historiques in Revin führt die Monuments historiques in der französischen Gemeinde Revin auf.

## Liste der Immobilien
| Bezeichnung         | Beschreibung                                                                | Standort                        | Kennzeichnung | Schutzstatus | Datum | Bild           |
| ------------------- | --------------------------------------------------------------------------- | ------------------------------- | ------------- | ------------ | ----- | -------------- |
| Kirche Notre-Dame   | ehemalige Klosterkirche der Dominikaner; Anfang des 18. Jahrhunderts erbaut | 8 rue Galilée (Lage)            | PA00078489    | Inscrit      | 1920  | weitere Bilder |
| Maison Espagnole    | Fachwerkhaus, 17. Jahrhundert                                               | 2–4 rue Victor-Hugo (Lage)      | PA00078553    | Inscrit      | 1990  | weitere Bilder |
| Cité Paris-Campagne | Werkssiedlung der Société Biard et Cie, 1924 bis 1926                       | 1–24 cité Paris-Campagne (Lage) | PA08000015    | Inscrit      | 2012  | weitere Bilder |

## Liste der Objekte
| Bezeichnung                                                                          | Beschreibung                                                                                                 | Standort                        | Kennzeichnung | Schutzstatus | Datum | Bild |
| ------------------------------------------------------------------------------------ | --- | ------------------------------- | ------------- | ------------ | ----- | ---- |
| Skulptur Madonna mit Kind                                                            | Holz, farbig gefasst und vergoldet, zweite Hälfte des 18. Jahrhunderts; in der Kirche Notre-Dame aufgestellt | Orzy, in der Kapelle (Lage)     | PM08000930    | Inscrit      | 1975  |      |
| Skulptur Notre-Dame de Revin                                                         | Holz, farbig gefasst, um 1700                                                                                | in der Kirche Notre-Dame (Lage) | PM08000925    | Inscrit      | 1975  |      |
| Gemälde Porträt eines Klerikers                                                      | Ölfarbe auf Leinwand, 1767                                                                                   | in der Kirche Notre-Dame (Lage) | PM08000442    | Classé       | 1981  |      |
| Zwei Seitenaltäre                                                                    | jeweils Retabel und Tabernakel; Marmor, Holz, farbig gefasst, 18. Jahrhundert                                | in der Kirche Notre-Dame (Lage) | PM08000444    | Classé       | 1976  |      |
| Gemälde Geißelung Christi                                                            | Ölfarbe auf Leinwand, 19. Jahrhundert                                                                        | in der Kirche Notre-Dame (Lage) | PM08000924    | Inscrit      | 1975  |      |
| Zwei Gemälde: Martyrium des heiligen Petrus von Verona und Stiftung des Rosenkranzes | Ölfarbe auf Leinwand, 1714 und 1726, von Jean André                                                          | in der Kirche Notre-Dame (Lage) | PM08000438    | Classé       | 1908  |      |
| Zwei Beichtstühle                                                                    | Holz, 18. Jahrhundert                                                                                        | in der Kirche Notre-Dame (Lage) | PM08000446    | Classé       | 1970  |      |
| Orgel                                                                                | Haupteintrag für PM08000928                                                                                  | in der Kirche Notre-Dame (Lage) | PM08001335    | Inscrit      | 1975  |      |
| Orgelprospekt                                                                        | 1725 gebaut                                                                                                  | in der Kirche Notre-Dame (Lage) | PM08000928    | Inscrit      | 1975  |      |
| Schrank                                                                              | Eichenholz, 18. Jahrhundert; aus dem Dominikanerkloster                                                      | in der ehemaligen Mairie (Lage) | PM08000440    | Classé       | 1963  |      |
| Skulptur Heiliger eligius                                                            | Holz, 19. Jahrhundert                                                                                        | in der Kirche Notre-Dame (Lage) | PM08000926    | Inscrit      | 1975  |      |
| 80 Kirchenbänke                                                                      | Eichenholz, 18. Jahrhundert                                                                                  | in der Kirche Notre-Dame (Lage) | PM08001179    | Inscrit      | 1988  |      |
| Zwei Gemälde: Petrus und Paulus                                                      | Ölfarbe auf Leinwand, 18. Jahrhundert                                                                        | in der Kirche Notre-Dame (Lage) | PM08000929    | Inscrit      | 1975  |      |
| Kanzel                                                                               | Holz, 18. Jahrhundert                                                                                        | in der Kirche Notre-Dame (Lage) | PM08000439    | Classé       | 1911  |      |
| Stele                                                                                | Kalkstein, bezeichnet 1788                                                                                   | im Gemeindewald                 | PM08000441    | Classé       | 1923  |      |
| Hauptaltar                                                                           | Altartisch, Tabernakel, Retabel und Baldachin; Marmor, Holz, vergoldet, 18. Jahrhundert                      | in der Kirche Notre-Dame (Lage) | PM08000443    | Classé       | 1976  |      |
| Chorgestühl und Wandvertäfelung                                                      | Holz, 1725                                                                                                   | in der Kirche Notre-Dame (Lage) | PM08000445    | Classé       | 1971  |      |
| Sakristeischrank                                                                     | Eichenholz, 17. Jahrhundert                                                                                  | in der Kirche Notre-Dame (Lage) | PM08001178    | Inscrit      | 1988  |      |
| Kruzifix (1)                                                                         | Holz, farbig gefasst, 19. Jahrhundert                                                                        | in der Kirche Notre-Dame (Lage) | PM08000927    | Inscrit      | 1975  |      |
| Kruzifix (2)                                                                         | Holz, farbig gefasst, 18. Jahrhundert                                                                        | in der Kirche Notre-Dame (Lage) | PM08000923    | Inscrit      | 1975  |      |
| Kommunionbank                                                                        | Schmiedeeisen,vergoldet, 18. Jahrhundert                                                                     | in der Kirche Notre-Dame (Lage) | PM08001180    | Inscrit      | 1988  |      |